# 오트콩브 수도원

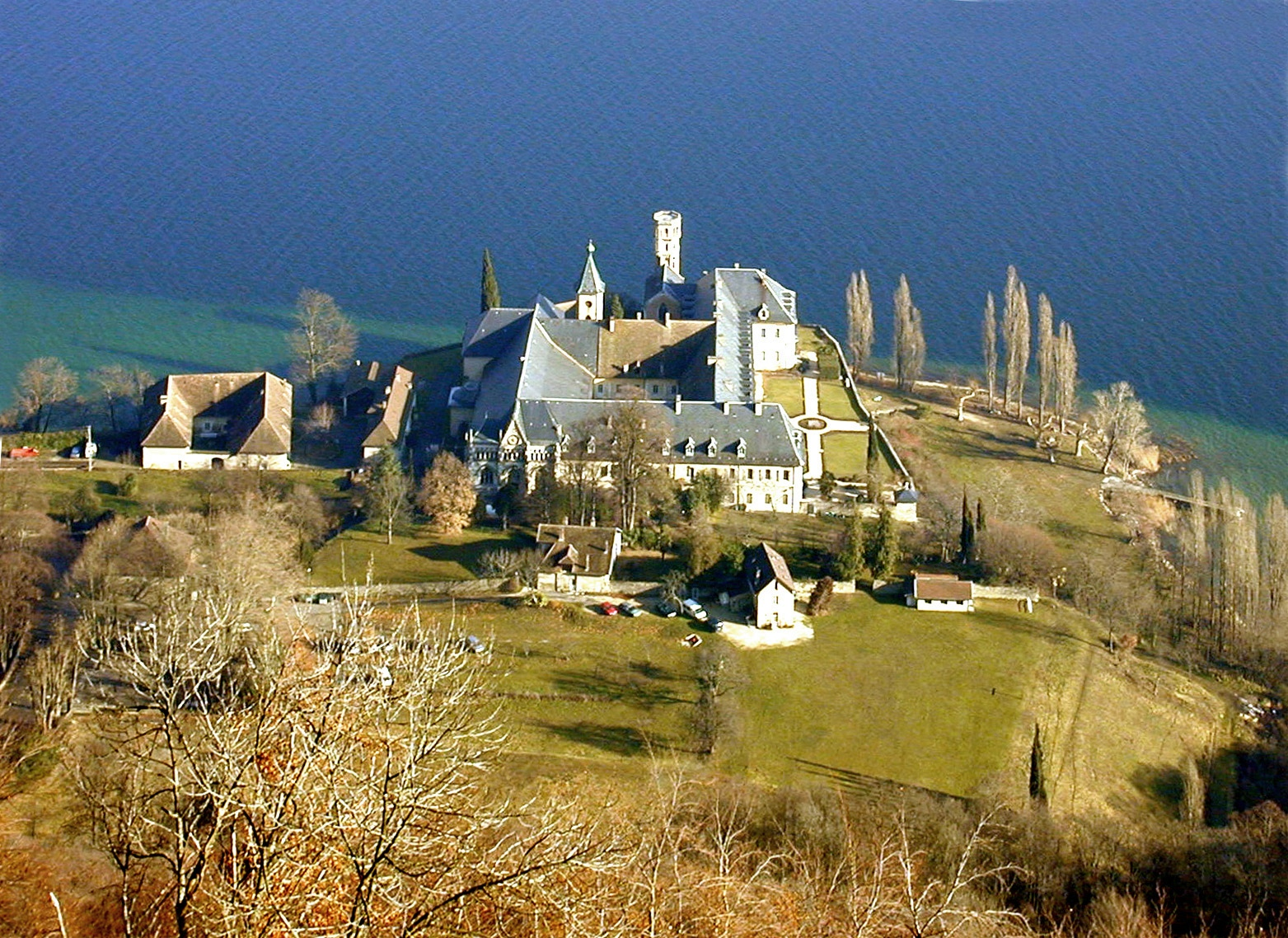
라크 뒤 부르제 해안에 위치한 오트공크 수도원.

오트콩브 수도원(라틴어: Altæcumbæum, 프랑스어: Abbaye Royale d'Hautecombe, 이탈리아어: Abbazia di Altacomba)은 프랑스 사부아의 엑스레뱅 인근 생피에르드퀴르티유에 위치한 수도원이며, 과거에는 시토회 수도원이였다가 베네딕도회 수도원이 되었다. 몇 세기 동안은 사보이아 가의 일원들의 매장소였다. 연간 150,000명의 방문객들이 찾는 관광 명소이다. 지금은 1973년에 프랑스 리옹에서 설립된 가톨릭 수도 공동체 Chemin Neuf (새로운 길) 쇄망 뇌프 회원들이 살아가고 있다